# Chavanhac (Dordonya)
Chavanhac (en francès Chavagnac) és un municipi francès situat al departament de la Dordonya i a la regió de la Nova Aquitània.

## Demografia

| 1793 | 1800 | 1806 | 1821 | 1831 | 1836 | 1841 | 1846 | 1851 | 1856 | 1861 | 1866 |
| ---- | ---- | ---- | ---- | ---- | ---- | ---- | ---- | ---- | ---- | ---- | ---- |
| 541  | 505  | 576  | 632  | 640  | 672  | 646  | 657  | 660  | 668  | 676  | 669  |
| 1872 | 1876 | 1881 | 1886 | 1891 | 1896 | 1901 | 1906 | 1911 | 1921 | 1926 | 1931 |
| 662  | 655  | 628  | 600  | 553  | 529  | 541  | 559  | 494  | 415  | 409  | 370  |
| 1936 | 1946 | 1954 | 1962 | 1968 | 1975 | 1982 | 1990 | 1999 | 2006 | 2010 | 2012 |
| 336  | 360  | 288  | 297  | 246  | 260  | 270  | 301  | 318  | 319  | 348  | 360  |

## Administració
| Període | Identitat       | Partit |
| ------- | --------------- | ------ |
| 1995-   | Daniel Clouzard |        |